# Буоналберго
Буоналбѐрго (на италиански: Buonalbergo; на неаполитански: Bonoprievol, Боноприеволъ) е село и община в Южна Италия, провинция Беневенто, регион Кампания. Разположено е на 555 m надморска височина. Населението на общината е 1779 души (към 2013 г.).